# Museion (Magazin)
Museion (vormals Museion 2000) war ein in Zürich erscheinendes Magazin, das sich mit religiösen, esoterischen, psychologischen, philosophischen und kulturhistorischen Themen beschäftigte.
Museion 2000 erschien mit seinem ersten Jahrgang im Jahr 1991. Jährlich erschienen bis 2004 sechs, danach vier Hefte im Zürcher ABZ Verlag. Der Großteil der Artikel wurden von den Chefredakteuren Daniel Sträuli und Barbara Sträuli-Eisenbeiss, den Redakteuren Marianne Kreikenbaum und Heinz Blum, Urs Guggenbühl und Robert Sträuli, sowie einem kleinen Stamm weiterer Autoren verfasst. Nach dem Tode des anfänglichen Chefredakteurs Robert Sträuli, in dessen Ägide die Zeitschrift einen eher kulturhistorischen Ansatz verfolgte, ging die Leitung an andere Personen der Familie Sträuli über, die die Zeitschrift noch weiter in die Richtung der religiösen, esoterischen, psychologischen und philosophischen Themen rückten.
Von der etablierten Forschung wurde das Magazin im Allgemeinen nicht rezipiert oder in den seltenen Fällen der Beachtung extrem kritisch betrachtet. So wurde den Autoren vorgeworfen, sie würden schwammige Fragestellungen konstruieren und Begrifflichkeiten falsch interpretieren und darstellen. Hinzu kommt, dass keiner der Stammautoren ein echtes Fachgebiet hatte; sie schrieben zu vielen verschiedenen Themengebieten, offensichtlich ohne fachlich in den entsprechenden wissenschaftlichen Disziplinen vorgebildet zu sein. Mit dem vierten Heft des Jahrgangs 2007 stellte die Zeitschrift ihr Erscheinen ein.